# Allen Toussaint
Pour les articles homonymes, voir Toussaint (homonymie).

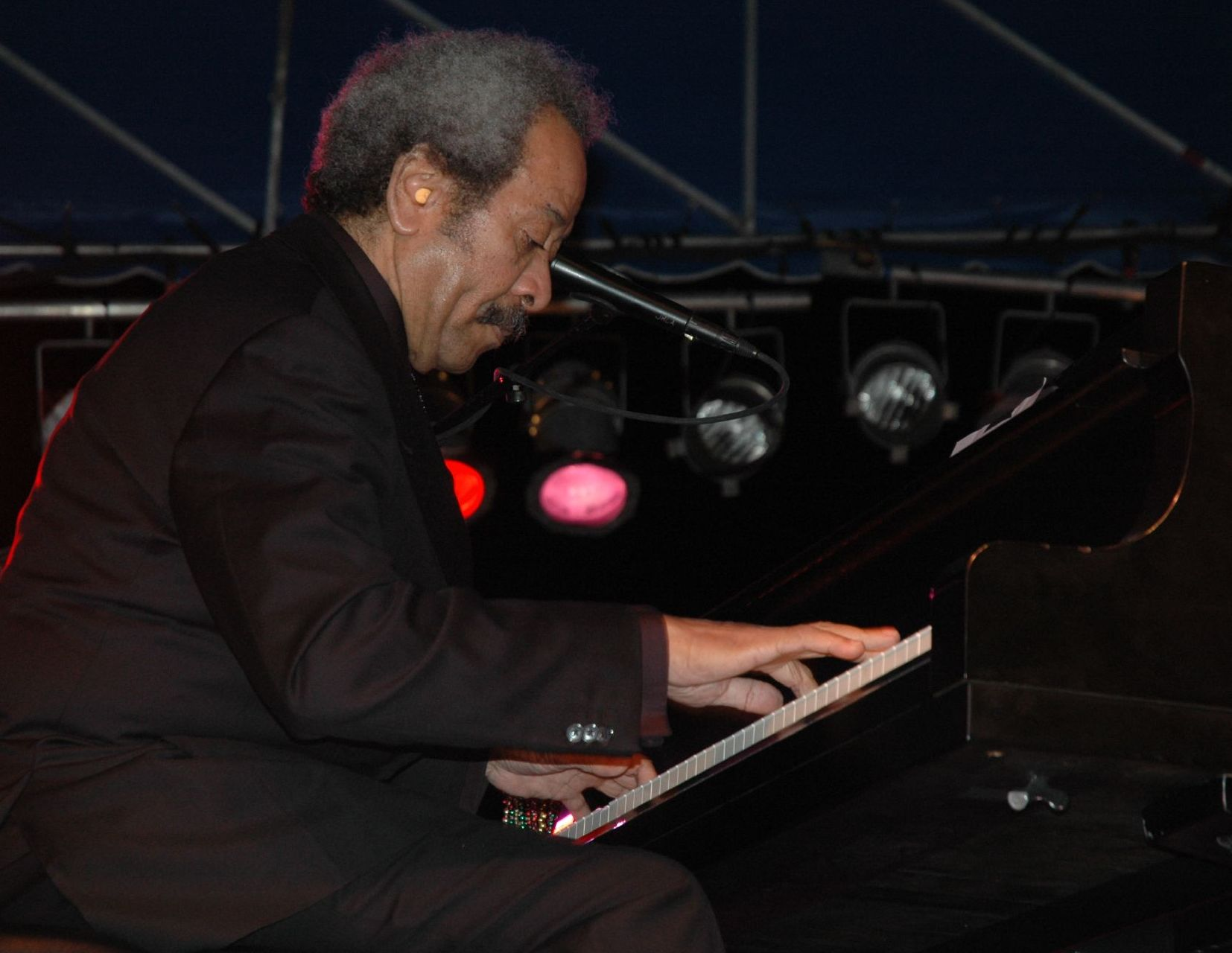
Allen Toussaint en 2007.

Allen Toussaint est un pianiste, chanteur, compositeur, producteur et arrangeur de rhythm and blues américain, né le 14 janvier 1938 à La Nouvelle-Orléans et mort le 9 novembre 2015 à Madrid lors d'une tournée en Europe,.

## Biographie
Né dans le quartier de Get Town, à la Nouvelle-Orléans, Allen Toussaint apprend le piano en autodidacte, qui va trouver son style dans la tradition des grands maîtres de la Nouvelle-Orléans. Il a une vingtaine d'années lorsque la musique devient son métier. Musicien dans la formation de Dave Bartholomew, il accompagne les plus grands artistes de Louisiane, notamment Fats Domino, et influence profondément le son de La Nouvelle-Orléans. Il est embauché comme auteur maison et directeur artistique pour les compagnies de disques Minit et Instant records. C'est avec une reprise en 1963,par le trompettiste Al Hirt, de Java, composition de Toussaint écrite en 1958m, que le pianiste connaît un premier succès rémunérateur. À partir des années 1960, il participe à de nombreux enregistrements. Au jazz et à la soul, il ajoute les dévellopements du funk, ce qui s'entendra dans sa collaboration avec le groupe The Meters, les frères Neville ou Dr. John. Comme producteur, pour des musiciens d'autres univers. Ainsi des arrangements de cuivres pour le groupe country folk The Band, une collaboration avec McCartney en 1973, la production du hit disco, Lady Marmelade (1974) pour le trio vocal Labelle. En 1977, Glen Campbell, une vedette de la country enregistre une reprise de Southern Nights, immense succès aux États-Unis. Pour Allen Toussaint qui l'a composée et enregistrée deux ans plutôt, elle devient une chanson fétiche.
En 2006, il enregistre avec Elvis Costello, The River in Reverse, un album hommage à sa ville, sinistrée après le passage de l'ouragan Katrina en août 2005.
Il est l'auteur de la chanson Yes We Can Can qui inspire le célèbre slogan de la première campagne électorale présidentielle de Barack Obama fin 2008.

## Discographie

### Albums
- 1958 : The Wild Sound of New Orleans
- 1970 : From a Whisper to a Scream
- 1971 : Toussaint
- 1972 : Life, Love and Faith (en)
- 1975 : Southern Nights
- 1978 : Motion
- 1996 : Connected
- 1997 : A New Orleans Christmas
- 1999 : A Taste of New Orleans
- 2009 : The Bright Mississippi
- 2013 : Songbook
- 2016 : American Tunes

### Compilations
- 1991 : The Allen Toussaint Collection
- 1994 : The Wild Sound of New Orleans: The Complete 'Tousan' Sessions
- 2002 : Finger Poppin' & Stompin' Feet: 20 Classic Allen Toussaint Productions for Minit Records 1960-1962
- 2005 : The Complete Warner Bros. Recordings

### Album en collaboration
- 2006 : The River in Reverse (avec Elvis Costello)
- 2013 : sur deux titres : My Very Good Friend The Milkman  et When Somebody Thinks You're Wonderful (avec Eric Clapton)

## Télévision
- Il apparaît dans son propre rôle dans la série télévisée Treme de David Simon.